# Saksische Natie-universiteit in Zevenburgen

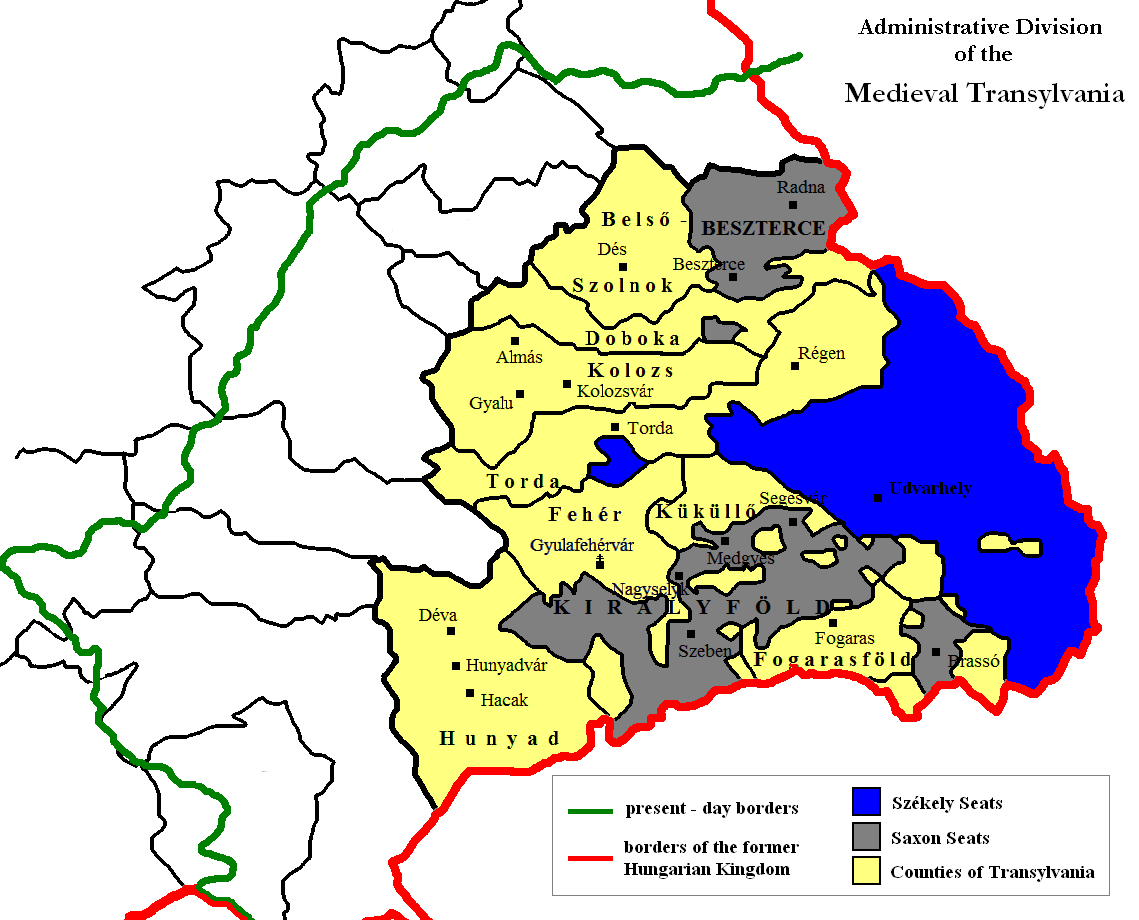
Gebieden van de drie geprivilegieerde standen in Zevenburgen:
Szeklerland
Zevenburger Saksen - Königsboden
Comitaten onder het gezag van adel en clerus

De Saksische Natie-universiteit in Zevenburgen (Duits: Sächsische Nationsuniversität in Siebenbürgen, Latijn: Concilium Transylvania Saxonicum) was een politiek bestuursorgaan van de Zevenburger Saksen in de Königsboden in Transsylvanië, dat tot in de tweede helft van de 19e eeuw diende als autonome bestuursinstelling, en voorts tot haar opheffing in 1937 als stichting fungeerde.
De benaming "natie-universiteit" is misleidend, omdat het hier niet om een universiteit gaat. De naam gaat echter terug op de Latijnse woorden natio ("volk") en universitas ("geheel"), en is bijgevolg op te vatten als "het geheel van het volk" (d.i. de Zevenburger Saksen). De voorzitter van de Natie-universiteit was de graaf der Saksen.

## Oorspronkelijke functie
In het vorstendom Zevenburgen gaven drie standen de politieke toon aan: de Hongaarse adel, de Szeklers en de Zevenburger Saksen. Deze laatsten hadden in het middeleeuwse Hongarije verregaande voorrechten ontvangen van de Hongaarse koningen. In het spanningsveld tussen de twee andere standen en de Hongaarse koning ontwikkelde de Saksische Natie-universiteit zich tot een machtsinstrument, waardoor de Zevenburger Saksen zich tot in de 19e eeuw lieten vertegenwoordigen. Naar buiten toe diende de Saksische Natie-universiteit dus als politieke vertegenwoordiging van de Zevenburger Saksen. Naar binnen toe, in de Königsboden, was het de instelling die het Saksische zelfbestuur uitoefende.